# Oxyartes ceylonicus
Oxyartes ceylonicus är en insektsart som först beskrevs av Henri Saussure 1868.  Oxyartes ceylonicus ingår i släktet Oxyartes och familjen Diapheromeridae. Inga underarter finns listade i Catalogue of Life.